# Immeuble de la banque de Finlande (Vaasa)
L'immeuble de la banque de Finlande (finnois : Suomen Pankin talo) ou maison Ritz  (finnois : Ritzin talo)  est un bâtiment construit dans le quartier Keskusta de Vaasa en Finlande.

## Histoire
La maison de la banque de Finlande est construite en 1949-1952 au coin de Kirkkopuistikko et d'Hovioikeudenpuistikko.
Le bâtiment conçu par Johan Sigfrid Sirén est aussi appelé maison Ritz, en mémoire du cinéma qui y a fonctionné dans les années 1950.

## Description
Sur les murs du bâtiment de la banque, on peut voir: 
- du côté de Kirkkopuistikko, une gravure du sculpteur Emil Filén, représentant l'économie, le commerce et l'industrie du milieu du XXe siècle.
- Du côté d'Hovioikeudenpuistikko, une œuvre du sculpteur Yrjö Rosola représentant un forgeron avec sa femme.